# Deanna Bogart
Deanna Bogart (5 de septiembre de 1959, Washington, D.C., Estados Unidos) es una cantante de blues, pianista y saxofonista.
Empieza su carrera en el área de Maryland con el combo Cowboy Jazz y después de la disolución de la banda en 1986, toca con Root Boy Slim.  En los años 90  empieza su carrera en solitario.
En 2013 Bogart fue nominada para un Blues Music Award. Dos años más tarde gana un Blues Music Award en la categoría 'Instrumentalist - Horn'.

## Discografía
- 1991: Out to Get You
- 1992: Crossing Borders
- 1996: New Address
- 1998: The Great Unknown
- 2001: Deanna Bogart Band Live
- 2002: Timing Is Everything
- 2006: Real Time
- 2009: Eleventh Hour
- 2012: Pianoland
- 2014: Just a Wish Away